# 10082 Bronson
A 10082 Bronson (ideiglenes jelöléssel (10082) 1990 OF2) a Naprendszer kisbolygóövében található aszteroida. Henry Holt fedezte fel 1990. július 29-én.

## Kapcsolódó szócikk
- Kisbolygók listája (10001–10500)